# Eksjö kommun
Eksjö kommun er en kommune i Jönköpings län i Sverige.  Kommunen ligger i det smålandske højland.  De højeste punkter er Kulla Backar, 342 meter over havets overflade, og Skurugataberg, 337 meter over havet.

## Historie
Ved skiftet til det 19. århundrede var der inden for kommunens nuværende område foruden købstaden Eksjö også kommunerne Höreda, Mellby, Hult og Edshult, der i 1952 dannede storkommunen Höreda, kommunerne Bellö og Ingatorp, som i 1952 blev lagt sammen som Ingatorp, samt kommunerne Hässelby og Kråkshult.  Fra Hässelby blev köpingen Mariannelund i 1928 skilt ud.  Resten af Hässelby samt Kråkshult blev i 1952 slået sammen med Mariannelunds köping.  Ved kommunalreformen i 1971 blev Eksjö kommune dannet af Höreda, Eksjö, Ingatorp og Mariannelund.

## Byområder
Der er seks byområder i Eksjö kommun.
I tabellen vises byområderne i størrelsesorden pr. 31. december 2005.  Hovedbyen er markeret med fed skrift. 
| # | Byområde            | Befolkning |
| - | ------------------- | ---------- |
| 1 | Eksjö               | 9.676      |
| 2 | Mariannelund        | 1.554      |
| 3 | Ingatorp            | 501        |
| 4 | Hult (Eksjö kommun) | 473        |
| 5 | Hjältevad           | 345        |
| 6 | Bruzaholm           | 274        |

## Transport
Gennem kommune løber riksväg 32 i nord-sydlig retning og riksväg 33 i øst-vestlig retning.  Jernbanen Nässjö-Hultsfred løber langs riksväg 33.

## Venskabsbyer
- Neusäß i Bayern, Tyskland (1995)
- Barlinek i Polen (1996)
- Ærøskøbing og Marstal på Ærø i Danmark (2001)
- Schneverdingen i Niedersachsen, Tyskland (2001)

## Nabokommuner
- Jönköpings län
  - Aneby kommun
  - Nässjö kommun
  - Vetlanda kommun
- Kalmar län
  - Hultsfreds kommun
  - Vimmerby kommun
- Östergötlands län
  - Ydre kommun

57°40′00″N 14°58′00″Ø / 57.666666666667°N 14.966666666667°Ø